# Dzeko & Torres
Dzeko & Torres var en kanadensisk DJ-duo från Toronto, Ontario, som bestod av Luis Torres och Julian Dzeko. Deras musik var en blandning mellan progressive house och electro och hade influenser av Avicii, Lazy Rich, Umek och Alesso. Duon splittrades 2016.
En av Dzeko & Torres låtar är bland annat en remix av Gigi D'Agostinos låt "L'amour toujours" med sång av sångerskan Delaney Jane.